# The Babysitter
The Babysitter es una película de suspense estrenada en 1995, protagonizada por J. T. Walsh, Alicia Silverstone y Jeremy London y dirigida por Guy Ferland. La película está basada en la novela corta homónima de Robert Coover, incluida en su colección Pricksongs y Descants (1969).

## Argumento
Jennifer (Alicia Silverstone) trabaja como niñera para la familia Tucker. Es deseada por su jefe, lo que provoca los celos y la desconfianza de su mujer. El niño mayor de los Tucker, el novio de Jennifer y el amigo delincuente de este también fantasean con ella. Una noche cualquiera en la que los Tucker salen de su casa, los deseos y pasiones que despierta Jennifer se desatan.

## Reparto
- Alicia Silverstone - Jennifer
- Jeremy London - Jack
- J. T. Walsh - Harry Tucker
- Lee Garlington - Dolly Tucker
- Nicky Katt - Mark
- Lois Chiles - Bernice Holsten